# Аустрія (Лустенау)
«Аустрія» — австрійський футбольний клуб з Лустенау, який виступає в австрійській Першій лізі. Заснований в 1914 році. Домашні матчі проводить на стадіоні «Райхсхофштадіон», який вміщує 8800 глядачів.

## Досягнення
8-е місце в Австрійській Бундеслізі: (1)
- 2022/23

Переможець в Першій лізі: (1)
- 1996/97